# Èsac
Segons la mitologia grega, Èsac (en grec antic: Αίσακος) va ser un heroi fill del rei de Troia Príam, les seves aventures van succeir abans de l'inici de la Guerra de Troia.

## Èsac, segons Ovidi

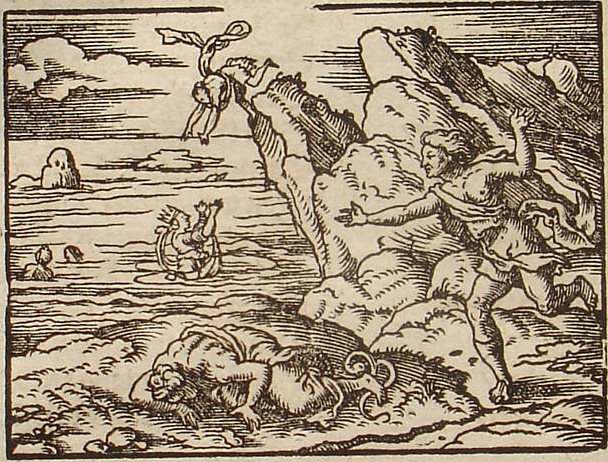
Èsac i Hespèria, gravat de Virgil Solis per al llibre XI de Les Metamorfosis d'Ovidi, any 1563.

Segons Les Metamorfosis d'Ovidi, Èsac era un fill il·legítim del rei de Troia Príam, nascut de la seva relació secreta amb la nimfa Alexírroe. Els seus avis paterns eren a Laomedont de Troia i la nimfa Estrimo mentre que el seu avi matern era el déu fluvial Granic. Èsac vivia al camp prop de Troia i un dia va topar-se amb la nimfa Hespèria, filla de Cebrè, de qui es va enamorar, però aquesta morí per la picada d'una serp i Èsac, desesperat, es llançà de cap al mar. En la seva caiguda, però, va aparèixer la seva besàvia Tetis i el va convertir en un cabussó.

## Èsac, segons Apol·lodor
Segons la Biblioteca d'Apol·lodor, Èsac era fill del rei Príam i una de les seves esposes, Arisbe. Els seus avis paterns eren Laomedont de Troia i la nimfa Estrimo mentre que el seu avi matern era Mèrops, rei de la ciutat Mísia de Percote i de qui va heretar el do d'interpretar els somnis. En una ocasió, l'esposa del seu pare, Hècuba, va contar-li un somni que havia tingut: donava a llum una torxa encesa que s'expandia per tota la ciutat i la cremava. Èsac li va revelar que tindria un fill (en referència a Paris) que causaria la ruïna de Troia. Li va aconsellar que l'abandonés, i així ho va fer. Posteriorment es va casar amb la nimfa Asterope, filla del déu fluvial Cebrè, però ella va morir per la picada d'una serp i Èsac, desesperat, es llançà de cap al mar. Tetis, plena de compassió, el va transformar en un cabussó.